# Kanzen Naru shiiku 3
Kanzen Naru shiiku 3 (Nhật: 完全なる飼育 香港情夜 Hepburn: Kanzen Naru shiiku 3, tạm dịch: Yêu kẻ bắt cóc 3, tiếng Anh: Perfect Education 3, bính âm: Jin shi pei yu 3: Xiang Gang qing ye) là một bộ phim điện ảnh thuộc các đề tài tâm lý tội phạm, khiêu dâm và tuổi mới lớn của Nhật Bản–Hồng Kông hợp tác sản xuất năm 2002, do Tak-Sam Leong làm đạo diễn kiêm nhà đồng biên kịch. Đây là tác phẩm thứ ba nằm trong loạt phim điện ảnh dài kì Perfect Education, dựa trên cuốn tiểu thuyết Joshikôkôsei yuukai shiiku jiken của nữ nhà văn Matsuda Michiko. Phim có sự góp mặt của Ito Kana và Tony Ho đóng vai chính, cũng như hai diễn viên Takenaka Naoto (vai nam chính ở phần 1 và vai phụ trong phần 2) và Fukaumi Rie (nữ chính phần 2) trong các vai phụ.

## Tóm tắt nội dung
Bộ phim mở đầu với cảnh Bo (Tony Ho), một tài xế lái taxi ở Hong Kong phát hiện ra con heo của mình qua đời. Anh ta đem con heo đi thiêu và giữ tấm hình con vật cùng chiếc lục lạc nhỏ mà anh đã đeo cho con vật.
Narushima Ai (Ito Kana) là một nữ sinh trung học trong lớp do thầy Hashimoto (Naoto) làm chủ nhiệm. Đoàn xe đi ngoại khóa của lớp cô đã dừng chân ở một khách sạn, và Ai không thể hòa đồng với lớp nên đã tự ý rời khỏi khách sạn. Ai bắt taxi và lên xe của Bo, lúc lục balo để tìm địa chỉ, Bo vô tình nghe được tiếng lục lạc quen thuộc từ balo của Ai nên đã bắt cóc cô về nhà riêng. Tiếp đó Bo bắt Ai tự lột đồ để anh tắm cho cô, bất chấp cô nữ sinh chống trả quyết liệt. Sau khi tắm và thay quần áo xong cho Ai, Bo ôm chặt cô rồi ngủ vùi cùng nhau. Sáng hôm sau lớp của Ai ở khách sạn, trong đó có thầy chủ nhiệm Hashimoto tá hỏa khi thấy Ai mất tích. Bị trói và biệt giam ở căn nhà của Bo, Ai phát hiện khung cảnh xung quanh cũng quạnh hiu, chỉ lác đác có mấy người già hàng xóm. Trở về sau giờ làm, Bo gặp Ai mang theo đồ ăn. Nhân cơ hội Bo không đề phòng, Ai lấy phích nước đập vào đầu anh bất tỉnh rồi tìm cách thoát thân, nhưng Bo vẫn đủ tỉnh táo để đuổi kịp Ai và đè cô nữ sinh xuống. Trong cơn điên loạn, Bo định cưỡng bức cô mặc cho cô gào thét, Ai chống trả hồi lâu rồi bất lực cắn chặt môi khóc. Điều này đã khiến Bo bình tĩnh và ngừng hành vi của mình lại. Tối đến, Bo đưa Ai chai dầu gió để thoa vết thương, thấy Bo bị mình đánh bị thương, Ai định thoa dầu cho anh nhưng lại thôi khi anh nhìn cô.
Bộ phim quay lại cảnh thầy Hashimoto điều tra về Ai. Thì ra Ai là một nữ sinh lớn lên trong một gia đình đổ vỡ, mẹ cô không quan tâm đến cô nhiều mà nghiện rượu. Cô vốn dĩ là một học sinh giỏi, trong năm nhất trung học cô luôn đạt A, song năm hai và ba cô chỉ nhận được B và C. Cô cũng trở nên khép kín, không cởi mở hoà đồng với các bạn cùng lớp.
Ngày hôm sau Bo đi làm, Ai ở nhà một mình, người hàng xóm giao cám đã mang đến cho cô một con gà con khiến Ai rất vui. Trong lúc đó, Bo nhận được sự quan tâm của bà chủ quán cơm nơi anh vẫn thường ăn cơm cùng bạn bè nhưng anh lạnh lùng không đáp trả, khiến bà chủ thất vọng bỏ đi. Chiều đến, Bo mang cơm về cho Ai cùng một phích nước mới, thấy Bo e dè kéo phích nước về phía mình, Ai cười khúc khích. Ai khen cơm ngon nhưng Bo không hiểu, cô bèn chạy đi lấy quyển sách du lịch để nói tiếng Quảng Đông cho Bo hiểu, Bo bèn gắp thêm thức ăn cho cô, cô rất vui và cảm ơn Bo bằng tiếng Quảng. Sau đó cô hỏi Bo có đau không và nói xin lỗi Bo.
Những ngày sau, Ai vẫn ở nhà một mình, vì tìm con gà con, Ai vô tình lục được thùng đồ chơi lúc nhỏ của Bo, cô bày ra chơi để giết thời gian. Đến chiều Bo về thì Ai vẫn còn ngủ, anh thấy đồ chơi của mình bị Ai lục ra, trong đó có chiếc xe hơi nhỏ mà anh thường chơi, Bo bèn cầm lên và bước ra hành lang để nhớ lại những ngày thơ ấu. Thì ra Bo sống cùng với mẹ, mẹ anh rất thương anh, bà làm việc rất vất vả rồi qua đời trong lúc làm việc, để lại Bo cô độc cùng con heo, nên Bo xem con vật như bạn.
Dần dần Ai quen với việc sinh hoạt chung trong nhà Bo, sáng ra cô đưa chiếc hộp đựng tiền và chìa khoá xe để Bo đi làm, hôm đó trời mưa nên Ai làm một búp bê cầu mưa tạnh. Bo về trễ, phát hiện Ai không nói năng gì bèn hỏi thăm cô. Biết được Ai đến kỳ kinh nguyệt, anh bèn chạy đi mua băng vệ sinh cho cô, nấu nước cho cô tự tắm, còn anh chỉ đứng bên ngoài hút thuốc. Tối đó Ai thấy Bo không ôm cô ngủ như lúc đầu, cô bèn kéo tay anh để lên ngực mình. Ngày qua ngày, cặp đôi càng trở nên đồng cảm và gắn bó hơn, bởi cả hai đều trong cảnh ngộ cô đơn rồi yêu nhau lúc nào không hay. Bo quyết định không khoá cửa khi đi làm vì anh không muốn giam giữ Ai nữa. Ai bước ra ngoài được, quan sát cảnh vật xung quanh, cô hồn nhiên lấy con diều đi chơi, lấy tiền trả cho người giao cám khờ khạo. Ở một nơi bình yên, Ai trở nên vui vẻ hơn, cô giặt giũ quần áo, muốn giúp bà cụ điếc nhưng bị bà từ chối, cô bèn xếp những đồng tiền trong hộc tủ thành từng lốc một, gói giấy lại gọn gàng cho Bo. Chiều đến, Bo về trong lòng cứ đinh ninh Ai đã bỏ đi nhưng sau đó phát hiện cô vẫn còn, trong lòng anh rất vui. Lúc hai người ăn cơm, Ai chủ động giới thiệu tên mình và hỏi tên anh, vậy là hai người đã biết tên nhau.
Tối đó, Bo đưa Ai đi ra ngoài chơi thì lạc mất cô. Lúc đầu Bo tưởng Ai đã bỏ trốn nên định thui thủi về nhà, nhưng khi quay về xe, Bo phát hiện Ai đã ở đó chờ anh, thì ra Ai cũng đã đi tìm Bo khắp nơi vì cô không muốn xa anh, họ gặp nhau trong tâm trạng vô cùng xúc động. Trở về nhà họ âu yếm rồi cùng nhau ân ái. Họ tận hưởng thời gian hạnh phúc bên nhau không được lâu thì Ai bị tai nạn phải nhập viện, cô một mực phủ nhận mình là người Nhật Bản. Bo đến gặp Ai và cùng cô về nhà nhưng liền bị bắt bởi mọi người xung quanh đã biết hết chân tướng mọi chuyện. Ai khóc và gào thét tên Bo khi bị chia cách khỏi anh, còn Bo thì hét lên một cách đáng sợ. Phim kết thúc với cảnh Ai quay lại nhà của Bo, tự trói mình để nhớ lại kỉ niệm lúc xưa.

## Phân vai
- Ito Kana vai Narushima Ai
- Tony Ho vai Bo
- Takenaka Naoto vai Hashimoto, thầy giáo chủ nhiệm lớp của Ai
- Fukaumi Rie vai cô gái bán tạp hóa